# Solar System Exploration Committee
Das Solar System Exploration Committee (SSEC) war ein von der NASA 1983 eingesetztes Beratergremium. Ziel des Gremiums war es, Raumfahrtprogramme bis in das Jahr 2000 und darüber hinaus zu planen.
Von Missionsbeginn der Mariner-Sonde 1962 bis zur Voyager 2 1977 wurden regelmäßig Sonden zur Weltraumerkundung gestartet. Weil dieser Entdeckergeist zum Ende der 1970er Jahre ins Stocken geraten war, wurde das SSEC eingesetzt.
Das Programm betonte die Verwendung vereinfachter Raumfahrzeuge, in Kombination mit Kosteneinsparungen. Zugleich hofften die Wissenschaftler auf großartige und dramatische Entdeckungen. Das Programm zielte darauf ab, die wesentlichen Merkmale tragfähiger Weltraumprogramme zu definieren.
Das Komitee entwickelte die Konzepte zur Cassini-Mission (damals noch als „Saturn Orbiter/Titan Probe“-Programm bzw. SOTP bezeichnet), zur Magellan-Raumsonde und zum Mars Observer.